# Catahoulai leopárdkutya
A catahoulai leopárdkutya (catahoula leopard dog) egy amerikai kutyafajta.

## Történet
Kialakulása az 1700-as évekre tehető. Pontos származása nem ismert. Neve a Louisiana állambeli Catahoula egyházkerületre utal, ahol különösen népszerű volt. A ridegen tartott jószág őrzésében vették nagy hasznát. 1979-ben Louisiana állam egyik nemzeti jelképe lett. 

## Külleme
Marmagassága 51-66 centiméter, tömege 25-35 kilogramm. Zömök testű, jól izmolt, első ránézésre is nagy munkabírású állat. Általános megjelenése arra utal, hogy az ősi típusú fajták közé tartozik. Sokoldalú, mindenes munkakutya. A vadászat mellett marhák, sertések őrzésére is használják. Ügyesen felhajtja és visszatereli az elbitangolt jószágot. 

## Képgaléria

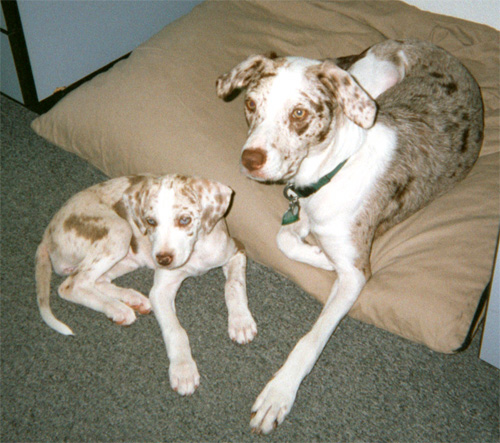
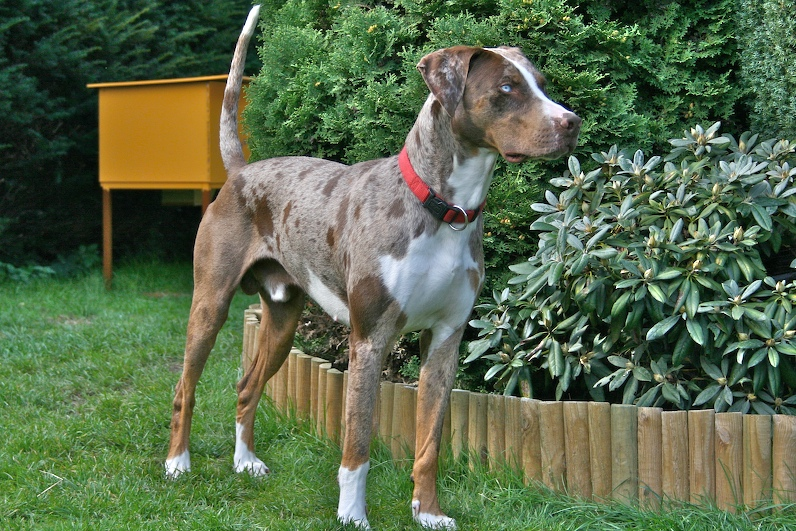
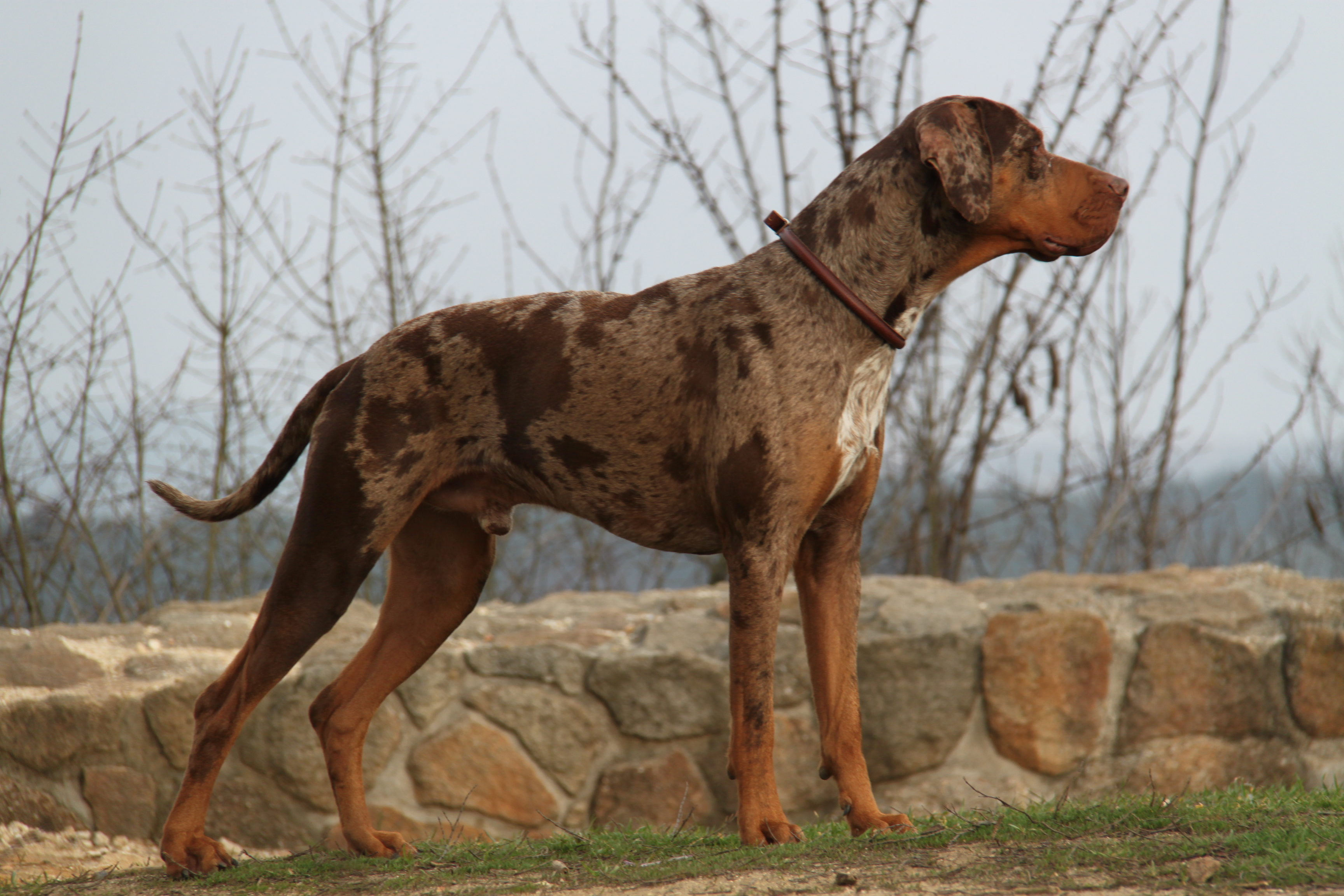
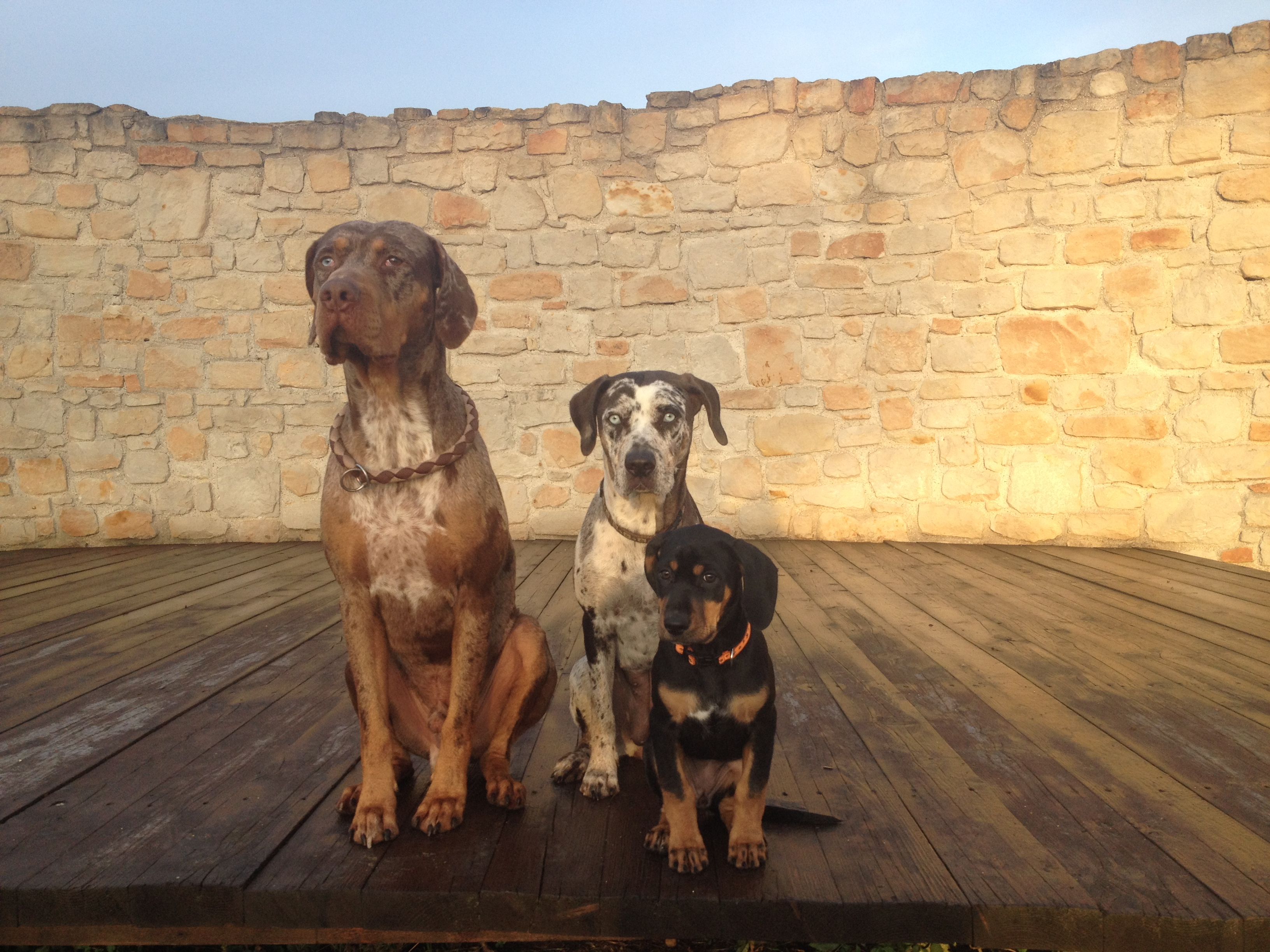

## Jelleme
Természete engedelmes és védelmező.